# Conraua alleni
Conraua alleni är en groddjursart som först beskrevs av Barbour och Arthur Loveridge 1927.  Conraua alleni ingår i släktet Conraua och familjen Petropedetidae. IUCN kategoriserar arten globalt som sårbar. Inga underarter finns listade i Catalogue of Life.